# Giselher von Warneck

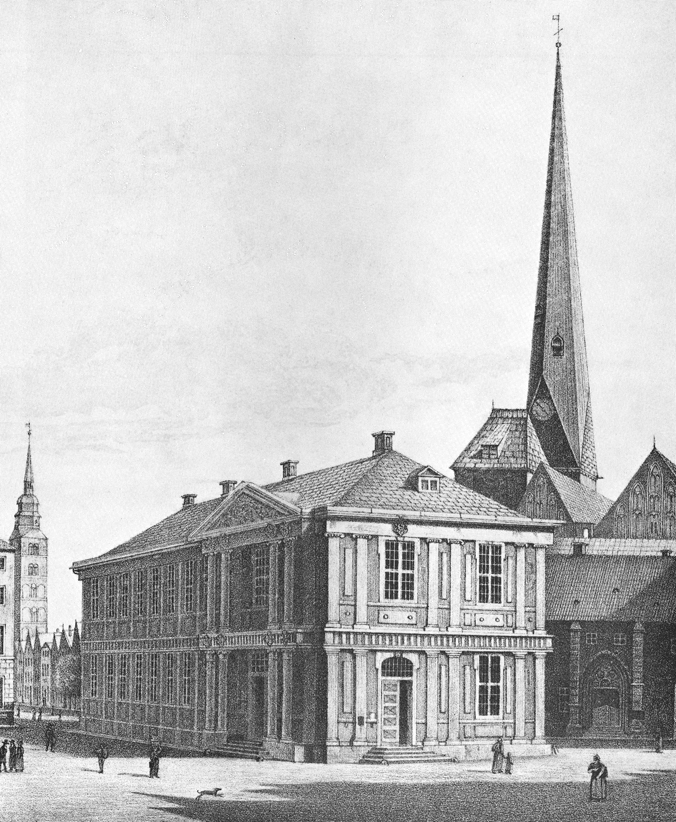
Alte Börse: Zeichnung von 1822,
rechts die Liebfrauenkirche

Giselher von Warneck, auch Giselbert von Warneck (* vor 1725; † 1754 in Bremen) war ein deutscher Ingenieur und Architekt.

## Biografie
Warneck war im Kurfürstentum Hannover als Ingenieur-Kapitän beschäftigt. 1725 wurde er in der Freien Hansestadt Bremen als Ingenieur angestellt und wurde 1730 als „Kapitän“ Chef des städtischen (zivilen und militärischen) Ingenieurwesens. Von ihm sind eine Vielzahl von Zeichnungen überliefert, unter anderem von Festungsbauten, Gebäuden, Brunnen, Geräten und technischen Anlagen. Als Architekt leitete er von 1734 bis 1736 die Aufstockung der Alten Börse auf dem Platz Unser-Lieben-Frauen-Kirchhof und errichtete 1737 das Buntentor. Das Untergeschoss der Alten Börse war 1687 nach Plänen des Pariser Baumeisters Jean Baptiste Broëbes im Stil des Barock erbaut worden. 1754 beendete Warneck seinen Dienst und starb kurz darauf.

## Werke
- Unbetiteltes Manuskript von seiner Hand, zur Artillerie, Feuerwerks- und Zeichenkunst, wohl aus seiner bremischen Zeit. ca. 500, z. T. mit Abb. versehene Seiten. Legermuseum, Delft(Niederlande).[1]
- Collektaneen, 2 handschriftliche Foliobände, nach 1751, mit zahlreichen Federzeichnungen zu Bauwesen, Militärtechnik, Mechanik, vielfach mit zeitgenössischen Beispielen aus Bremen. Handschriftenabteilung der Staats- und Universitätsbibliothek Bremen.